# Miami E-Prix
Der Miami E-Prix ist ein Automobilrennen der FIA-Formel-E-Weltmeisterschaft in Homestead, Florida, USA. Es wurde erstmals 2015 ausgetragen. Nach zehn Jahren wurde es zur Saison 2024/25 wieder in den Rennkalender aufgenommen werden.

## Geschichte
Für den ersten Miami E-Prix wurde ein temporärer Rundkurs auf öffentlichen Straßen rund um die American Airlines Arena angelegt. Nicolas Prost gewann den E-Prix vor Scott Speed und Daniel Abt. Nach dem Rennen im Jahr 2015 wurde es für unbekannte Gründe im Folgejahr nicht wiederholt.
2025 fand das Rennen auf dem Homestead-Miami Speedway statt. Es wurde eine modifizierte Variante des Road-Parcours verwendet als Layout. Die Pole-Position holte Norman Nato im Nissan und damit seine bis dato ersten Punkte der Saison. Das Rennen gewann der amtierende Weltmeister Pascal Wehrlein, obwohl er 19 Tausendstel hinter Nato landete. Grund hierfür war eine Zeitstrafe, bedingt durch eine rote Flagge zum Rennende hin, weshalb einige Fahrer ihre verbleibenden sechs Minuten Attack-Mode nicht mehr verwenden konnten. Lola Yamaha ABT holte in diesem Rennen die allerersten WM-Punkte seiner Formel-E-Geschichte.

## Ergebnisse
| Auflage | Jahr    | Strecke   | Sieger                                             | Zweiter                                          | Dritter                                                   | Pole-Position                                        | Schnellste Runde                                   |
| ------- | ------- | --------- | -------------------------------------------------- | ------------------------------------------------ | --------------------------------------------------------- | ---------------------------------------------------- | -------------------------------------------------- |
| 1       | 2014/15 | Miami     | Nicolas Prost (Team e.dams Renault)                | Scott Speed (Andretti Autosport Formula E Team)  | Daniel Abt (Audi Sport ABT Formula E Team)                | Jean-Éric Vergne (Andretti Autosport Formula E Team) | Nelson Piquet jr. (China Racing)                   |
| 2       | 2024/25 | Homestead | Pascal Wehrlein (TAG Heuer Porsche Formula E Team) | Lucas di Grassi (Lola Yamaha ABT Formula E Team) | António Félix da Costa (TAG Heuer Porsche Formula E Team) | Norman Nato (Nissan Formula E Team)                  | Pascal Wehrlein (TAG Heuer Porsche Formula E Team) |